# 狂想曲 (蘿兒專輯)
《狂想曲》（""）是紐西蘭創作歌手蘿兒的第二張錄音室專輯，於2017年6月16日由熔岩唱片、聯眾唱片，以及环球音乐集团發行。蘿兒於2013年發行取得突破性成績的出道專輯《天生英雌》後，選擇遠離關注並往返紐西蘭和美國之間旅行，以探索自己周圍的世界。專輯最初受到蘿兒對成名的幻滅啟發，但其後創作出《狂想曲》以紀錄第一次分手後的心碎和孤獨。
蘿兒選擇杰克·安东诺夫作為專輯的主要合作人，原因是她認為需要從喬爾·立特製作的《天生英雌》中拓展自己的藝術性。專輯的最終成品為一張結合基於钢琴的旋律、躍動性合成器，以及密集電子節拍的電子流行作品。樂評家認為有別於受嘻哈影響製作的極簡主義前作，《狂想曲》是一張不受拘束的極繁主義概念專輯，並紀錄了從家庭派對中帶來的情感。綠光、完美境界跟土製炸彈均作為單曲發行。蘿兒在多個作為主打歌手的音樂節上表演宣傳，並在2017年至2018年展開以專輯為主題的「狂想曲世界巡迴演唱會」。
《狂想曲》發行後成為蘿兒於美國跟加拿大的首張冠軍專輯，並打進澳洲跟紐西蘭的專輯榜冠軍。專輯亦在英國等多個國家取得金唱片與白金唱片認證。專輯亦獲得樂評家的全體好評，包括登上多個樂評年榜以及年代榜排名。專輯其後在2018年贏得「紐西蘭音樂獎年度專輯」，並在「第60届格莱美奖」上取得「年度專輯」提名。專輯在2020年獲《滾石》排名滾石雜誌五百大專輯列表的第460位。

## 背景與錄製

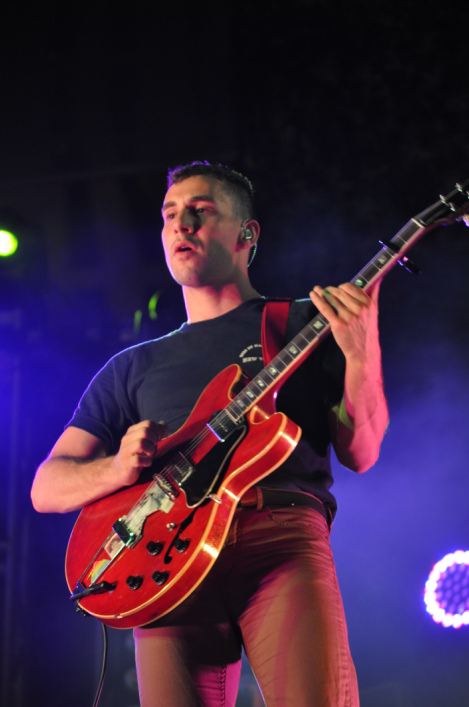
杰克·安东诺夫（圖）跟蘿兒共同創作及製作專輯大部分歌曲

2013年12月，蘿兒確認已經正在為個人第二張錄音室專輯創作素材。蘿兒於翌年指專輯還處於早期階段，而且跟早前發行的出道專輯「完全不一樣」，她亦表示聲音的轉變是由於自己生活的情況跟環境跟以前不一樣。同年稍後時間，狮门娱乐雅認蘿兒將會為電影《飢餓遊戲：自由幻夢Ⅰ》的原聲帶獻聲，而先行發佈的原聲帶主打單曲黃色閃爍節拍則獲得樂評家的正面評價。
曾負責《天生英雌》製作的喬爾·立特在2015年2月接受澳洲Triple J電台訪問期間，表示自己計劃下個月跟蘿兒在錄音室裡展開創作會議，但仍未確立具體的計劃。一年多後，他表示雖然自己已經為專輯創作數首歌曲，但將不會擔任專輯的執行製作人，原因是蘿兒「希望嘗試一些不同的事情」。蘿兒亦在2015年參與解密兄弟的專輯《獰貓》的收錄曲Magnets聲樂部分。
2016年1月，《新西兰先驱报》報導蘿兒跟男朋友詹姆斯·羅威已經結束三年間的戀情。蘿兒於2017年發行綠光期間在採訪中承認二人的分手，使自己沉迷於「酗酒」，並注意到行為當中「帶有逃避現實和探索的元素」。蘿兒在2016年8月下旬於Instagram上回覆歌迷時指自己已經完成《狂想曲》的創作部分－當時作品仍未命名－而自己已經進入作品的製作階段。
蘿兒於2017年3月2日公布專輯的名稱。她亦開始在社群媒體上傳自己跟杰克·安东诺夫於2015年12月前後在電子淑女錄音室拍攝的照片。專輯的進一步錄製會議於安东诺夫在布鲁克林高地的自家錄音室、粗暴顧客、紐約市的叢林城市，以及洛杉磯的西湖跟康威進行。二人總共為專輯錄製了18個月。《狂想曲》於2017年6月16日由熔岩唱片、聯眾唱片，以及环球音乐集团發行。

## 創作與靈感

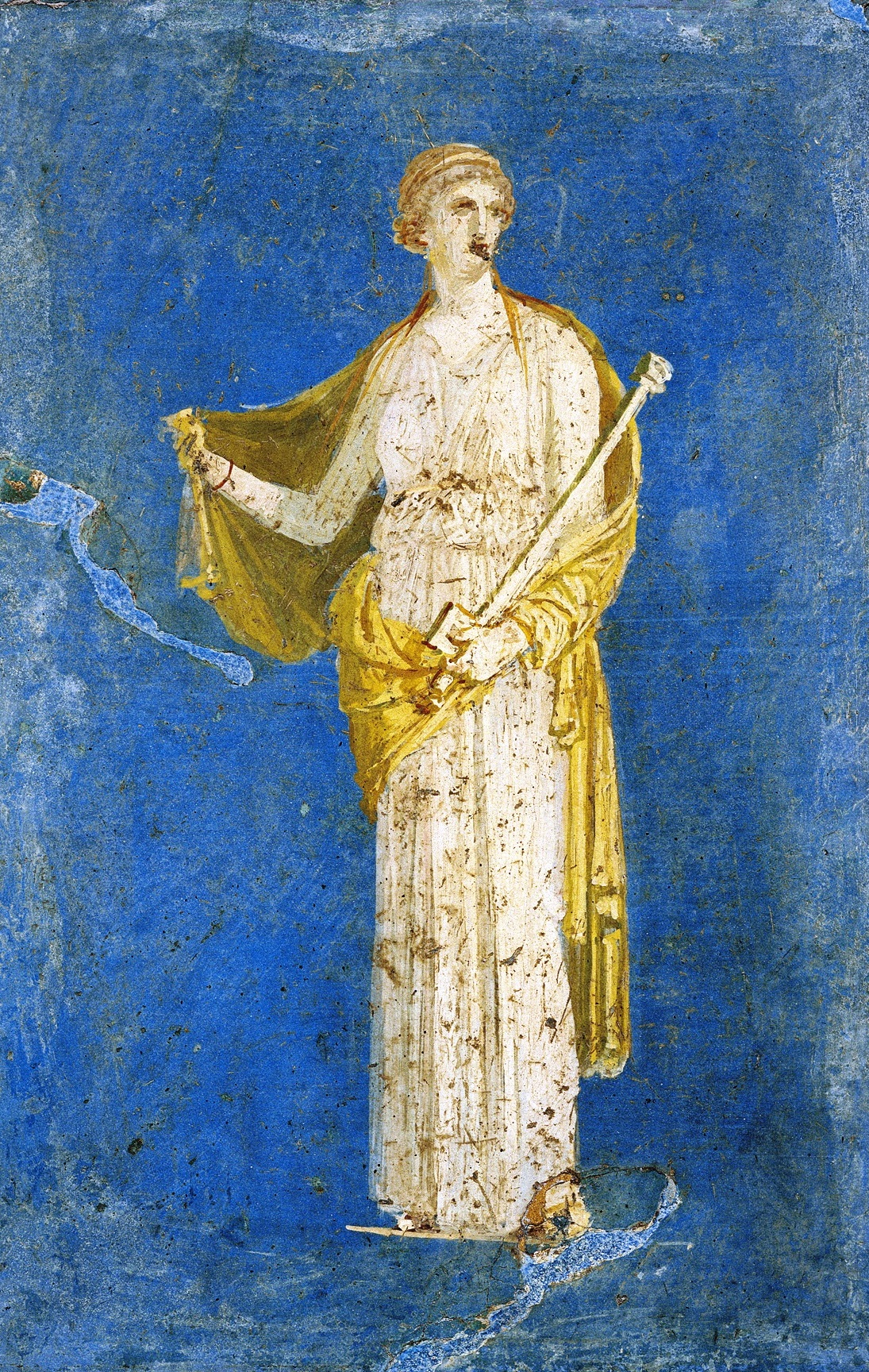
蘿兒指跟古希腊悲剧的比擬（圖為美狄亞）為專輯名稱的靈感來源

蘿兒指在《狂想曲》的創作內容的初期間，自己曾想像從外星人第一次走出密封環境的角度來創作專輯，並指靈感來自雷·布萊伯利1950年的科學幻想短篇小说《細雨即將來臨》。這也反映出擺脫自己的年少成名。她其後放棄了外星人的想法，決定寫下自己踏入成年早期的掙扎。她亦從與朋友間的談話中記錄下來，以及往返紐西蘭和美國之間旅行，以探索自己周圍的世界。蘿兒亦乘坐直昇機到怀希基岛的出租屋，認為遠離大眾關注的自己能夠在該處不受干擾創作，並能從「錯誤的開始、繞行的路，以及無所事事」中繼續工作。
根據《纽约时报》，《狂想曲》是一張關於分手後「與情緒作鬥爭」的專輯。蘿兒在接受其採訪時表示《狂想曲》不是一張單純的「分手專輯」，反而更像是「關於處於孤獨的作品」，不論好還是壞，我們都要學著體會「心碎與孤獨」。然而她亦形容綠光是一首傳統的分手歌曲。在接受《名利時》訪問時，蘿兒表示專輯的名稱為「對你在19或20歲時感受到的情緒類型的一種認同」。她亦指出自己「對劇場的愛」以及跟古希腊悲剧的比擬均是專輯名稱的靈感來源。根據蘿兒的說法，她在搬離從小長大的家以及經歷分手的低潮期後，開始學習如何和自己相處，亦漸漸習慣晚上獨自一人入睡，使自己有時間可以探索自我，也讓自己增加不少自信。
蘿兒在創作專輯期間受到不同環境的影響，並在哥倫布圓環附近的餐廳裡以耳機聽著樣本歌曲以測試新素材，在經歷四個月後瞭解音樂在日常生活中聽起來的感覺。餐廳經常播放四十強電台榜，這偶爾會使蘿兒在創作時分心，但她亦有時摘下耳機讓餐廳的音樂「洗淨」自己。她亦從陌生人的對話中獲得靈感，不時會因為一些短語而思考數個小時。而這些短語亦會使她的腦海裡建構起「場面」。在紐西蘭的家中，蘿兒有一面牆貼滿關於自己歌曲的便條，以讓自己「大致想想」整張專輯，這讓她找出每首歌曲之間的聯繫並「填滿箇中空白」。每首歌曲都由皆透過蘿兒的連帶色覺而制定相應的顏色編號，而她亦根據歌曲的主題跟情感而編排相應的顏色。

## 美術
《狂想曲》的封面由美國抽象派畫家山姆·麥金尼斯繪製，並由蘿兒以电子邮件發出合作的邀請。他們其後相約見面並開始討論合作的事宜。蘿兒其後到訪麥金尼斯位於布鲁克林威廉斯堡的工作室，並對王子1984年的專輯《紫雨》封面的全身比例油畫，以及莉儿·金的油畫感興趣。蘿兒向麥金尼斯提出繪畫一幅「夜晚氛圍、色彩飽和繽紛的肖像」，並要「表現出青少年的躁動、雀躍、活力與潛能，細膩地呈現光影、色調、觸感，賦予肖像豐富多姿的內涵」。
麥金尼斯跟蘿兒於2016年11月在他好友的工作室會面，而該工作室則位於法蘭克·蓋瑞的雲杉街8號摩天大廈42樓，並以照明設備上的彩色燈泡和一個有幾個窗戶的空間組成。為了拍攝專輯封面，蘿兒穿著一件舊款睡衣並擺了兩個小時的姿勢。根據麥金尼斯的說法，專輯封面代表著「融合著兩個相近想法」以及「意氣相投的精神」。二人原本打算拍攝「歌劇風格」以及受前拉斐爾派風格啟發的照片系列，但其後都打消念頭，因為他們都對照片上蘿兒的臉部表情非常滿意。麥金尼斯從攝影中挑出兩張照片繪製油畫，一張有斑斕的藍色色調，蘿兒臉上有溫暖的肉色，另一張則改變光線色調，看起來比較蒼白、甜美。而棄用的油畫其後則在麥金尼斯跟《Dazed》的訪問中公開。
專輯封面獲入選《新音乐快递》排名的21世紀至今的最佳專輯插圖列表。《Paste》將專輯封面排名為年度專輯封面列表的第11位，而它亦被加入《告示牌》的非排名列表中。後者的編輯塔蒂亞娜·西里薩諾指麥金尼斯以「朦朧的暮色色調和床邊場景完美傳達出唱片的親密和成熟故事情節」。Fuse亦將專輯封面加入他們的年度列表中。

## 音樂與歌詞
蘿兒於《狂想曲》的聲樂以她的情感跟多軌風格而著名。她指出凱特·布希跟希妮德·奥康娜富有情感的聲樂，以及勞里·安德森對聲碼器的運用均帶給她在專輯的聲樂風格靈感。《每日电讯报》的編輯尼爾·麥柯米克指出蘿兒的聲樂「以不同層次的音色表達不同程度的親密，並將聲樂多軌處理以致聽起來有時覺得不同的她在競爭」。根據《新音乐快递》，蘿兒在專輯的聲樂表現出從「更大而鎮靜的年輕女性」到隱藏的「狂人」等不同人格。
《狂想曲》以安东诺夫的標誌性製作建構，包括鼓、合成器、多層聲樂以及直接的記憶點。蘿兒跟安东诺夫於2014年初的格林美獎活動後聚會上見面，其後蘿兒跟對方舉行數次「探索性」創作會議，並正式委任他為專輯的主要合作詞曲作家。蘿兒在位於紐西蘭的自家以及安东诺夫位於紐約市的粗暴顧客錄音室裡創造《狂想曲》。專輯作品的歌曲結構為傳統的結構類型，旋律以鋼琴作為基礎，有別於蘿兒受嘻哈音樂影響的前作。蘿兒以近新古典主义音乐的方式創作，通常創作一段旋律後便以不同的假聲聲樂歌唱，並指整張專輯因此能夠以原音乐形式演奏。她亦指自己對於在專輯中探索「情感宣洩模式」的渴望。多個出版物皆指出專輯的極繁主義流行製作，有別於蘿兒極簡主義的標誌風格。《狂想曲》被樂評家形容為一張流行、電子流行，以及艺术流行專輯。
專輯的歌詞主要關於心碎與孤獨。樂評家亦將《狂想曲》形容為不受拘束的概念專輯，然而蘿兒本人否認這種說法。蘿兒指專輯只是帶有不受拘束的敍述，但跟從著於一個家庭派對中發生的事情以及隨之而來的心情的框架。根據蘿兒的說法，專輯的敘事角度從前作的聚焦在「我們」轉為「我」。蘿兒希望從「巨大而宏偉」轉為「微小而親密」以跟前作對比，並談及私人事項、熱門新聞以及與万维网相關的主題。她亦從保罗·西蒙1986年的專輯《優雅莊園》獲得靈感，以「失去所愛後的覺悟」形容作品。蘿兒在《狂想曲》中運用大量比喻技巧，包括大白鲨的牙齒，以延續將牙齒加入歌詞的一貫做法。蘿兒亦指佛利伍麥克、里奥纳德·科恩、唐·亨利、湯姆·佩蒂、菲爾·柯林斯以及琼尼·米歇尔均為《狂想曲》帶來靈感。

## 歌曲

### 曲目1–5
專輯的開場曲綠光以運用比喻手法作為特色，樂評家認為「綠光」為允許蘿兒走向未來的街燈訊號。歌曲被樂評家形容為電子流行、流行舞曲，以及後迪士高風格的歌曲。蘿兒跟安东诺夫一同觀賞芙蘿倫絲機進份子的演唱會後獲得創作歌曲的靈感，而創作過程則長達18個月的時間。蘿兒在參與「科切拉音乐节」的表演後創作了清醒，並主要以邦哥鼓作為伴奏。歌曲亦包括次中音薩克斯風、上低音薩克斯風、小號等樂器，並加入安东诺夫在電腦尋找的老虎吼叫取樣聲。
蘿兒與托芙蘿共同創作出土製炸彈。這是全張專輯中安东诺夫唯一未有參與創作或製作的歌曲。蘿兒在聽過弗兰克·奥申2016年的專輯《Blonde》後獲得創作羅浮宮的靈感。她在接受The Spinoff的播客訪問時指出自己可以寫出「受歡迎的簡單單曲」，但認為這樣「簡化旅程」跟「強行寫出流行副歌」的做法意義不大，因此不想這樣做。她並表示歌曲的製作過程非常「刺激」：「我可以使用結他，我也可以來個極酷的Flume的節拍，並將它拋到水裡」。根據《Newsweek》，蘿兒在歌曲部分句子的終止式與饒舌技巧類似，因此獲跟跨類型音樂作比較。負擔是專輯裡第一首鋼琴抒情曲，蘿兒在The Spinoff裡的訪問提到歌曲受到蕾哈娜2016年專輯《反了》裡的更高影響，這是一首她在遠足後乘坐計程車回家時聆聽的歌曲。

### 曲目6–11
混合曲慟／無愛的第一部分使用失真的合成器，並帶有工业音乐、噪音音樂噪音，以及electronica風格的元素。安东诺夫指自己在製作專輯中最自豪的時刻就是「在（歌曲）結尾加入有如金屬彎曲聲音般的合成器」。無愛的前兩句取樣了蘿兒曾觀看的保羅·西蒙專輯《優雅莊園》紀錄片。在連接慟跟無愛所使用的鼓樂獨奏取樣自菲爾·柯林斯1981年的歌曲In the Air Tonight。她也不時在紐約市乘搭地鐵以及從奧克蘭的派對離開乘的士回家時聆聽里安納·哥漢、瓊尼·米歇爾、佛利伍麥克，以及保羅·賽門的軟式搖滾樂曲。
第七首歌曲清醒 二部曲為清醒的延續，詳述派對完結後的情感以及孤獨感。歌曲在發行前的原名為清醒（插曲）。蘿兒於半夜間在陌生人的床上醒來後寫下夜色寫手的主題，並覺得當時自己調皮而自信。她亦認為這是專輯裡「很酷而痛苦的時刻」。蘿兒在奧克蘭龐森比路乘著的士聆聽賽門的專輯《優雅莊園》時獲得創作快速剪輯的靈感。專輯多首歌曲皆以鼓樂構成，而當中的「空間」則以一系列鋼琴聲「填補」。綠光裡加入的即興鋼琴演奏則體現了此做法。蘿兒原先打算以無伴奏合唱風格製作負擔（重奏版），但其後加入背景節拍以讓歌曲「變得實在」。蘿兒在大衛·鮑伊去世以及王子去世後獲得創作完美境界的靈感，二人亦是蘿兒對錄製《狂想曲》影響最深的歌手。

## 發行與宣傳

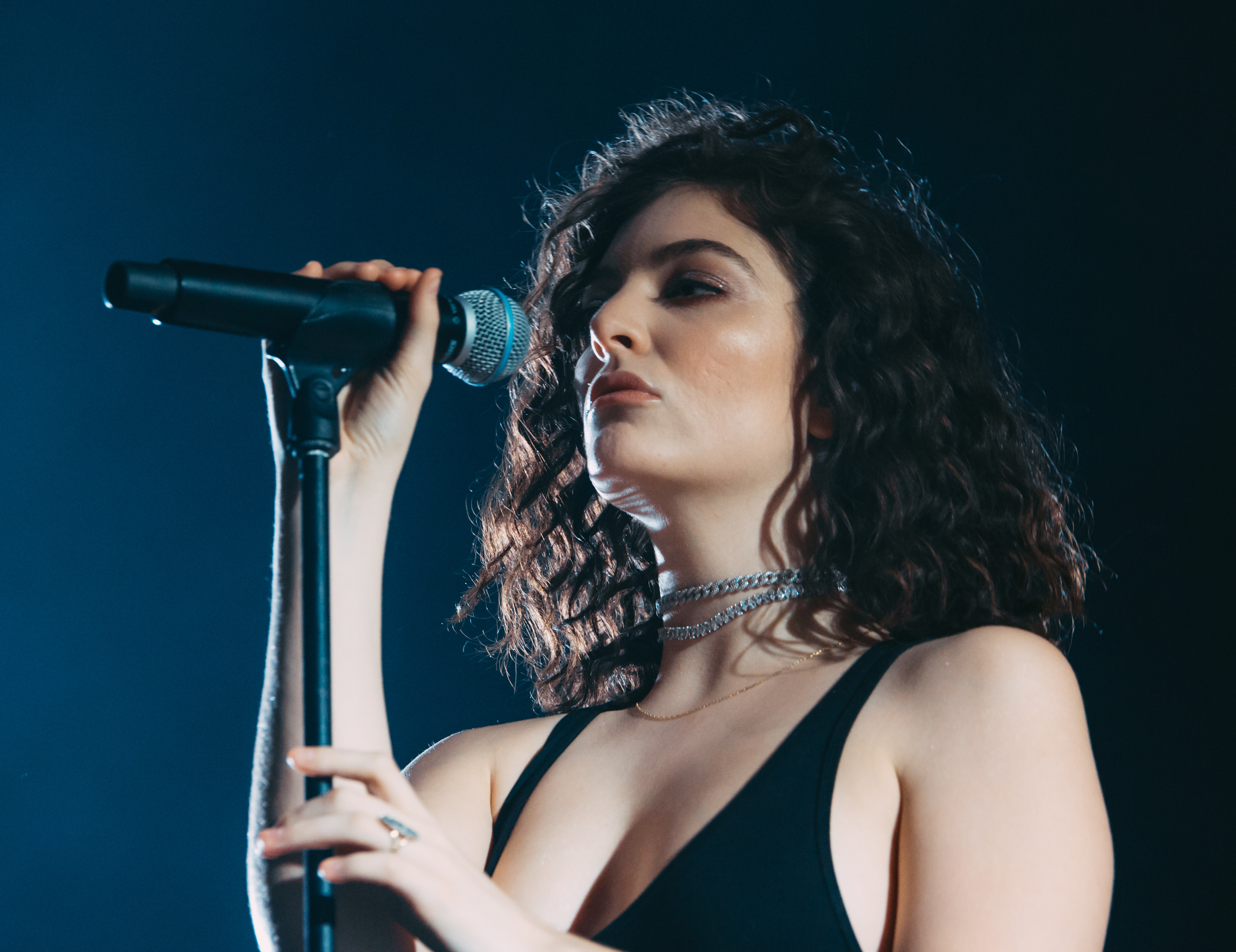
蘿兒在2017年「Osheaga音樂節」的表演

蘿兒最初於2017年2月27日在個人Twitter帳戶上貼出名為「imwaitingforit.com」的網站鏈接以宣傳專輯。該網站展示了蘿兒坐在車裡吃喝的短片，並在背景播放以鋼琴伴奏的曲目，其後「3.2.17 NYC」跟「3.3.17 NZ」則於畫面出現。該影片的名稱為「M」跟7個星號並以「A」結尾，其後則被證明為專輯的名稱。根據《Fact》雜誌，該影片亦同時在紐西蘭的主流電視頻道上播放。專輯於正式發行前一天遭到洩露。
2017年3月2日，蘿兒發行綠光作為專輯的主打單曲。歌曲獲得樂評家一致好評，當中獲入選多個出版物的年度排行列表，並被評為《新音樂快遞》的年度單曲。歌曲亦獲得商業上的成功，包括獲得美國白金唱片認證以及澳洲三白金唱片認證。蘿兒於次週發行負擔作為專輯的首支宣傳單曲。她亦在2017年3月12日播映的《週六夜現場》上首次表演綠光。這也是她在超過兩年以來的首場表演，並獲得評論家的正面評價。
蘿兒於2017年6月1日發行完美境界作為《狂想曲》的第二支單曲。清醒於次週獲確認為專輯的第二支宣傳單曲。蘿兒在「2017年MTV音乐录影带大奖」以土製炸彈為音樂表演形意舞，但獲得評論家褒貶不一的評價，當中亦獲得「怪誕」的評論。而蘿兒決定取消演唱的原因為患上流行性感冒。蘿兒亦在2017年9月16日發行迎來哈立德、波兹·马龙及诗莎客席獻聲的土製炸彈重混版，作為專輯的第三支單曲。蘿兒亦於2017年6月宣布舉行包括多位暖場歌手的「狂想曲世界巡迴演唱會」。演唱會於2017年9月26日的英格蘭曼徹斯特阿波羅劇院開始，並於2017年10月19日的挪威特隆赫姆結束。演唱會的大洋洲巡迴階段包括13場次。而蘿兒亦在北美地區額外演出30場演出，於2018年3月1日的密尔沃基開始，並於2018年4月15日的纳什维尔結束。

## 商業成績
在美國《告示牌》二百強專輯榜，《狂想曲》在發行首週以109,000張专辑等价单位（當中包括82,000張實際銷量）空降週榜冠軍，成為蘿兒於美國首張冠軍專輯。專輯於發行次週下降至週榜第13位。專輯其後獲美國唱片業協會金唱片認證，代表獲得500,000張單位的出貨量。《狂想曲》亦成為蘿兒在加拿大的首張冠軍專輯，其後亦獲當地唱片協會的白金唱片認證。專輯亦在發行首週空降澳洲、紐西蘭專輯榜冠軍，並分別獲得白金唱片認證，以及雙白金唱片認證。專輯在發行首週空降英國專輯排行榜第5位，其後於當地獲得金唱片認證。

## 反響

### 專業評價
《狂想曲》在發行前後獲得了全體音樂評論家的一致好評。Metacritic綜合32家樂評給予了專輯91分的評分。《每日電訊報》的尼爾·麥考密克給予專輯5星滿分的評價，稱讚蘿兒「最神奇的是作為一個有獨創性、富情感、知性與有創意的大膽創作歌手，運作於最高的藝術水平上，並將其投入在容易親近的現代主流流行音樂。」《NME》的丹·斯塔布斯給予專輯5星滿分的評價，指《狂想曲》「是一張非常優秀的專輯，內省而不放縱」、「充滿能花上幾個月時間細味歌詞的出色歌曲。」《影音俱樂部》的梅根·弗雷戴特給予專輯A級的評價，並稱讚蘿兒在主題的處理：「處理一個很糟的分手肯定不是流行音樂中的新鮮事物，但她使用自己獨特的坦率與活力把它呈現在這張專輯裡。」
《Pitchfork》的斯塔西·安德森給予專輯8.8/10分的評價，認為沒有人能像蘿兒那樣善於捕捉感情：「她的第二張專輯是對年輕女性的熟練探索，作為一張流暢的潮熱流行專輯，充滿了悲傷與享樂，細緻入微，又智慧斐然。」《偏鋒雜誌》的薩爾·辛克瑪尼給予專輯4.5/5星的評價，指「這位來自紐西蘭的歌手保留了她獨特聲音的核心元素—極簡主義的處理、琅琅上口的旋律，以及有些扭曲和冷酷的聲樂表現，但這些招牌動作卻以出其不意的方式被玩出了新花樣。」《滾石》的威爾·赫耳墨斯給予專輯4/5星的評價，並稱讚「標誌著重視舊派行為的這張現代流行專輯，給人似乎要於聚會結束後還要徘徊許久，回味悠長的感覺。」

### 榮譽
根據主流出版物的年終列表表現，《狂想曲》獲Metacritic評為2017年最佳反響專輯。專輯獲入選《村聲》多位樂評家投票的年度Pazz & Jop列表第4位。Metacritic以11分把《狂想曲》評為最多出現在樂評家年度十佳榜的專輯第10位。除了專業樂評價的反響外，《滾石》的讀者亦把作品票選為2017年第二受歡迎的專輯，而《Pitchfork》讀者則把作品票選為2010年年代的第十佳專輯，也是女歌手專輯之中的最高排名。
專輯於「紐西蘭音樂獎」上贏得「年度專輯」，並獲得「澳洲唱片業協會音樂獎」，以及「新音樂快遞音樂獎」的獎項提名。在2018年的「第60届格莱美奖」上，專輯獲得「年度專輯」提名，但敗給布鲁诺·马尔斯的《24K魔幻》。頒獎禮的前一天，《綜藝》報導蘿兒拒絕國家錄音藝術科學學院讓她跟其他歌手一同向湯姆·佩蒂表演致敬的要求。而原因則是其他提名者（均是男性）都獲得獨自表演的機會，只有蘿兒被要求跟其他歌手聯合表演。
| 樂評家／機構                    | 時間跨度           | 排名 | 出版年份 |
| ------------------------------- | ------------------ | ---- | -------- |
| 《影音俱樂部》                  | 年榜               | 17   | 2017年   |
| 英国广播公司                    | 年榜               | 3    | 2017年   |
| 《告示牌》                      | 年榜               | 3    | 2017年   |
| 喬恩·卡拉馬尼卡（《纽约时报》） | 年榜               | 7    | 2017年   |
| 喬恩·帕雷萊斯（《纽约时报》）   | 年榜               | 7    | 2017年   |
| 《前音後果》                    | 年榜               | 1    | 2017年   |
| 《前音後果》                    | 年代榜             | 4    | 2019年   |
| 《前音後果》                    | 年代榜（流行音樂） | 1    | 2019年   |
| 《娛樂週刊》                    | 年榜               | 1    | 2017年   |
| 《娛樂週刊》                    | 1990年–2019年      | *    | 2020年   |
| Genius                          | 年榜               | 6    | 2017年   |
| 《Insider》                     | 年代榜             | 8    | 2019年   |
| 《新音乐快递》                  | 年榜               | 1    | 2017年   |
| 《新音乐快递》                  | 年代榜             | 2    | 2019年   |
| 《全国公共广播电台》            | 年榜               | 5    | 2017年   |
| Pazz & Jop（《村聲》）          | 年榜               | 4    | 2018年   |
| 《Pitchfork》                   | 年榜               | 5    | 2017年   |
| 《Pitchfork》                   | 年代榜             | 14   | 2019年   |
| 《滾石》                        | 年榜               | 2    | 2017年   |
| 《滾石》                        | 年榜（流行音樂）   | 1    | 2017年   |
| 《滾石》                        | 年代榜             | 7    | 2019年   |
| 《滾石》                        | 歷史總榜           | 460  | 2020年   |
| 《Stereogum》                   | 年榜               | 1    | 2017年   |
| 《Stereogum》                   | 年代榜             | 17   | 2019年   |
| 《時代雜誌》                    | 年榜               | 5    | 2017年   |

## 歌曲列表
| 《狂想曲》 – 標準版 | 《狂想曲》 – 標準版                | 《狂想曲》 – 標準版                                  | 《狂想曲》 – 標準版                                                   | 《狂想曲》 – 標準版 |
| 曲序                | 曲目                               | 词曲                                                 | 製作人                                                                | 时长                |
| ------------------- | ---------------------------------- | ---------------------------------------------------- | --------------------------------------------------------------------- | ------------------- |
| 1.                  | 綠光 Green Light                   | 艾拉·叶里奇-奥康纳 杰克·安东诺夫 喬爾·立特           | 蘿兒 安东诺夫 弗蘭克·杜克斯 库克·哈勒尔 （ 英语 ： Kuk Harrell） [b] [ a ]       | 3:54                |
| 2.                  | 清醒 Sober                         | 叶里奇-奥康纳 安东诺夫                               | 蘿兒 安东诺夫 馬萊 （ 英语 ： Malay (record producer)） 哈勒尔 [b]                           | 3:17                |
| 3.                  | 土製炸彈 Homemade Dynamite         | 叶里奇-奥康纳 托芙蘿 雅各布·究斯炯 路德維希·索德伯格 | 蘿兒 杜克斯 哈勒尔 [b]                                                | 3:09                |
| 4.                  | 羅浮宮 The Louvre                  | 叶里奇-奥康纳 安东诺夫                               | 蘿兒 安东诺夫 Flume （ 英语 ： Flume (musician)） [a] S1 （ 英语 ： Symbolyc One） [a] 杜克斯 [a] | 4:31                |
| 5.                  | 負擔 Liability                     | 叶里奇-奥康纳 安东诺夫                               | 蘿兒 安东诺夫                                                         | 2:52                |
| 6.                  | 慟／無愛 Hard Feelings/Loveless    | 叶里奇-奥康纳 安东诺夫                               | 蘿兒 安东诺夫 杜克斯 馬萊                                             | 6:07                |
| 7.                  | 清醒 二部曲 Sober II (Melodrama)   | 叶里奇-奥康纳 安东诺夫                               | 蘿兒 安东诺夫 杜克斯 S1 [a] 哈勒尔 [c]                                | 2:58                |
| 8.                  | 夜色寫手 Writer in the Dark        | 叶里奇-奥康纳 安东诺夫                               | 蘿兒 安东诺夫                                                         | 3:36                |
| 9.                  | 快速剪輯 Supercut                  | 叶里奇-奥康纳 安东诺夫                               | 蘿兒 安东诺夫 立特 杜克斯 [a] 讓-伯努瓦.敦凱爾 （ 英语 ： Jean-Benoît Dunckel） [a]      | 4:37                |
| 10.                 | 負擔（重奏版） Liability (Reprise) | 叶里奇-奥康纳 安东诺夫                               | 蘿兒 安东诺夫                                                         | 2:16                |
| 11.                 | 完美境界 Perfect Places            | 叶里奇-奥康纳 安东诺夫                               | 蘿兒 安东诺夫 安德魯·瓦耶特 杜克斯 T-Minus （ 英语 ： T-Minus (record producer)） [a] 馬萊 [a] | 3:41                |
| 总时长：            | 总时长：                           | 总时长：                                             | 总时长：                                                              | 40:58               |

| 日本版附贈曲 | 日本版附贈曲                                         | 日本版附贈曲                | 日本版附贈曲 | 日本版附贈曲 |
| 曲序         | 曲目                                                 | 词曲                        | 製作人       | 时长         |
| ------------ | ---------------------------------------------------- | --------------------------- | ------------ | ------------ |
| 12.          | 綠光（酷酷羅密歐重混版） Green Light (Chromeo remix) | 叶里奇-奥康纳 安东诺夫 立特 | 酷酷羅密歐   | 4:09         |
| 总时长：     | 总时长：                                             | 总时长：                    | 总时长：     | 45:07        |

| Spotify附贈曲[d] | Spotify附贈曲[d] | Spotify附贈曲[d]                                                           | Spotify附贈曲[d]       | Spotify附贈曲[d] |
| 曲序             | 曲目 | 词曲                                                                       | 製作人                 | 时长             |
| ---------------- | --- | -------------------------------------------------------------------------- | ---------------------- | ---------------- |
| 12.              | 土製炸彈（重混版）（哈立德、波兹·马龙與诗莎客串） Homemade Dynamite (Remix) (featuring Khalid, Post Malone and SZA) | 叶里奇-奥康纳 凱利德·羅賓遜 奧斯汀·波斯特 索拉娜·羅 托夫蘿 究斯炯 索德伯格 | 杜克斯 蘿兒 哈勒尔 [b] | 3:34             |
| 总时长：         | 总时长： | 总时长：                                                                   | 总时长：               | 44:32            |

備註
- ^[a] 代表附加製作人
- ^[b] 代表聲樂製作人
- ^[c] 代表附加聲樂製作人
- ^[d] 作為單曲發行後加進專輯

採樣標記
- 慟採樣自由菲爾·柯林斯創作並演唱的歌曲In the Air Tonight（英语：In the Air Tonight），並帶有保罗·西蒙於2012年紀錄片《非洲天空下：保羅·西蒙的格雷斯蘭之旅》的的音訊

## 製作名單
資料來自Jaxsta以及《狂想曲》內頁。
| 製作人 - 蘿兒 – 執行製作、製作 - 杰克·安东诺夫 – 執行製作、製作（曲目1、2、4–11） - 弗蘭克·杜克斯 – 製作（曲目1、3、6-7、11）、附加製作（曲目4、9）、編程（曲目3、6-7、9、11） - 馬萊 – 製作（曲目2、6）、附加製作（曲目11）、編程（曲目2-4、6、9、11） - 喬爾·立特 – 製作（曲目9） - 安德魯·瓦耶特 – 製作（曲目11） - Flume – 附加製作（曲目4） - S1 – 附加製作（曲目4、7） - 讓-伯努瓦.敦凱爾 – 附加製作（曲目9） - 庫克·哈勒爾 – 聲樂製作（曲目1–3）、附加聲樂製作（曲目7） - T-Minus – 附加製作（曲目11） 美術 - 山姆·麥金尼斯 – 封面插圖 - 西奧·溫納 – 攝影 - World of McIntosh Townhouse – 泳池拍攝 - 12:01（哈桑·拉希姆辦公室）– 美術指導、設計 | 技術人員 - 勞拉·斯克斯 – 工程 - 巴瑞·麥克蘭蒂 – 工程協助（曲目1–2、4–11） - 格雷格·埃利森 – 工程協助（曲目1–4, 6–9, 11） - 布倫丹·莫拉夫斯基 – 工程協助（曲目1、3–5、7–11） - 塞斯·芭黎絲 – 工程協助（曲目2、8、10、11） - 埃里克·艾依蘭德斯 – 工程協助（曲目 3–7、10、11） - 本·塞達諾 – 工程協助（曲目7、9、11） - 塞爾邦·加納 – 混音（曲目1–4、6A、9、11） - 湯姆·艾姆赫斯特 – 混音（曲目5、7、8、10） - 杰克·安东诺夫 – 混音（曲目6B） - 約翰·哈內斯 – 混音工程（曲目1–4、6A、9、11） - 喬·維斯夏諾 – （曲目5） - 布蘭登·博斯特 – 混音協助（曲目5、7、8、10） - 湯姆·科因 – 母帶（曲目1、5） - 蘭迪·美林 – 母帶（曲目2–4、6–11） |

## 銷售榜單
| 榜單（2017年）                            | 最高 位置 |
| ----------------------------------------- | --------- |
| 澳大利亞（ARIA專輯榜）                    | 1         |
| 奧地利（奧地利Ö3專輯榜）                  | 8         |
| 比利時法蘭德斯（Ultratop專輯榜）          | 12        |
| 比利時瓦隆（Ultratop專輯榜）              | 12        |
| 加拿大（《告示牌》Canadian Albums Chart） | 1         |
| 捷克（ČNS IFPI專輯榜）                    | 3         |
| 丹麥（Hitlisten專輯榜）                   | 6         |
| 荷蘭（MegaCharts專輯榜）                  | 6         |
| 芬蘭（Suomen virallinen lista專輯榜）     | 15        |
| 法國（SNEP專輯榜）                        | 29        |
| 德國（Offizielle Top 100專輯榜）          | 11        |
| 匈牙利（MAHASZ專輯榜）                    | 33        |
| 愛爾蘭（IRMA專輯榜）                      | 3         |
| 義大利（FIMI專輯榜）                      | 8         |
| 意大利專輯榜（Musica e dischi）           | 26        |
| 日本專輯榜（Oricon）                      | 87        |
| 紐西蘭（RMNZ專輯榜）                      | 1         |
| 挪威（VG-lista專輯榜）                    | 4         |
| 波蘭（ZPAV專輯榜）                        | 13        |
| 葡萄牙（AFP專輯榜）                       | 10        |
| 蘇格蘭（OCC專輯榜）                       | 7         |
| 韓國（Gaon國際專輯榜）                    | 6         |
| 西班牙（PROMUSICAE專輯榜）                | 9         |
| 瑞典（Sverigetopplistan專輯榜）           | 10        |
| 瑞士（Schweizer Hitparade專輯榜）         | 7         |
| 英國（OCC專輯榜）                         | 5         |
| 美国（《告示牌》200）                     | 1         |
| 美國（《告示牌》Top Alternative Albums）  | 1         |

| 榜單（2017年）                       | 位置 |
| ------------------------------------ | ---- |
| 澳洲專輯榜（ARIA）                   | 13   |
| 比利時專輯榜（Ultratop法蘭德斯）     | 116  |
| 紐西蘭專輯榜（RMNZ）                 | 5    |
| 美國《告示牌》二百大專輯榜           | 114  |
| 美國最佳另類搖滾專輯榜（《告示牌》） | 8    |

| 榜單（2018年）                       | 位置 |
| ------------------------------------ | ---- |
| 澳洲專輯榜（ARIA）                   | 67   |
| 紐西蘭專輯榜（RMNZ）                 | 32   |
| 美國最佳另類搖滾專輯榜（《告示牌》） | 25   |

## 認證與銷量
| 地區                           | 认证    | 认证单位/销量 |
| ------------------------------ | ------- | ------------- |
| 澳大利亚（澳大利亚唱片业协会） | 白金    | 70,000‡       |
| 加拿大（加拿大音乐协会）       | 白金    | 80,000‡       |
| 中國大陸                       | —       | 164,000       |
| 丹麦（國際唱片業協會丹麥分會） | 金      | 10,000‡       |
| 新西兰（新西兰唱片音乐协会）   | 2× 白金 | 30,000‡       |
| 英国（英国唱片业协会）         | 金      | 169,000       |
| 美国（美國唱片業協會）         | 金      | 248,000       |
| ‡僅含認證的+實際銷量           |         |               |

## 發行歷史
| 地區 | 日期          | 形式              | 廠牌                         | 產品編號    | 來源    |
| ---- | ------------- | ----------------- | ---------------------------- | ----------- | ------- |
| 全球 | 2017年6月16日 | 線上下載 串流媒體 | 環球 熔岩  聯眾 | 不適用      | [ 175 ] |
| 全球 | 2017年6月16日 | CD                | 環球 熔岩  聯眾 | B0026615-02 | [ 176 ] |
| 全球 | 2018年4月6日  | 黑膠唱片          | 環球 熔岩  聯眾 | 不適用      | [ 177 ] |

## 資料來源
1. ↑  . 博客來.   [2022-01-15]. （原始内容存档于2022-01-15） （中文）.
2. ↑  . 京東.   [2022-01-15]. （原始内容存档于2022-01-15） （中文）.
3. ↑  . Billboard. 2013-12-13  [2014-05-22]. （原始内容存档于2014-07-04）.
4. ↑  . Digital Spy. 2014-06-05  [2014-08-27]. （原始内容存档于2014-08-29）.
5. ↑  Carley, Brennan. . Spin. 2014-09-29  [2014-09-30]. （原始内容存档于2015-08-21）.
Strecker, Erin. . Billboard. 2014-07-31  [2018-03-14]. （原始内容存档于2018-03-19）.
6. ↑  Brandle, Lars. . Billboard. 2015-02-23  [2018-02-11]. （原始内容存档于2017-06-28）.
7. ↑  . The New Zealand Herald. 2016-10-21  [2018-03-14]. （原始内容存档于2018-03-19）.
8. ↑  Reed, Ryan. . Rolling Stone. 2015-09-23  [2018-03-14]. （原始内容存档于2018-03-19）.
9. ↑  . Stuff.co.nz. 2016-01-19  [2018-03-14]. （原始内容存档于2018-03-17）.
10. ↑  Trendell, Andrew. . NME. 2017-05-10  [2018-03-14]. （原始内容存档于2017-06-29）.
11. ↑  . Stuff.co.nz. 2017-06-05  [2018-03-14]. （原始内容存档于2018-03-17）.
12. ↑  . Pigeons and Planes. 2016-08-24  [2018-03-15]. （原始内容存档于2018-03-19）.
13. ↑  Savage, Mark. . BBC News. 2017-03-02  [2017-03-30]. （原始内容存档于2017-03-25）.
14. 1 2 3 4   (音像媒体说明). Lorde. Republic Records. 2017.
15. ↑  Kaufman, Gil. . Billboard. 2017-05-26  [2018-03-15]. （原始内容存档于2018-03-19）.
Spanos, Brittany. . Rolling Stone. 2017-03-02  [2017-03-30]. （原始内容存档于2017-04-04）.
16. ↑  Phillips, Amy; Strauss, Matthew. . Pitchfork. 2017-03-02  [2017-03-02]. （原始内容存档于2017-03-02）.
17. 1 2  Morgan Britton, Luke. . NME. 2017-06-16  [2018-03-15]. （原始内容存档于2018-03-17）.
18. 1 2 3 4 5 6 7 8 9 10  Weiner, Jonah. . The New York Times. 2017-04-12  [2017-05-22]. （原始内容存档于2017-06-21）.
19. 1 2 3  . Vanity Fair. 2017-06-05  [2017-07-02]. （原始内容存档于2017-07-05）.
20. ↑  Ku, Daniel. . 時尚台灣. 2017-08-04  [2022-06-19]. （原始内容存档于2022-06-19）.
21. ↑  Eckardt, Stephanie. . W. 2017-03-02  [2018-03-15]. （原始内容存档于2018-03-17）.
22. 1 2  Tolentino, Jia. . The New Yorker. 2017-03-24  [2018-03-15]. （原始内容存档于2018-03-17）.
23. ↑  Huggins, Kristin. . Vogue. 2017-03-03  [2018-03-15]. （原始内容存档于2018-03-17）.
24. ↑  . Dazed. 2018-02-22  [2018-05-14]. （原始内容存档于2018-05-15）.
25. ↑  Milton, Jamie. . NME. 2017-11-20  [2018-03-15]. （原始内容存档于2018-03-19）.
26. ↑  Oshinsky, Matthew. . Paste. 2017-12-14  [2018-03-15]. （原始内容存档于2018-03-17）.
27. ↑  Cirisano, Tatiana. . Billboard. 2017-12-27  [2018-03-15]. （原始内容存档于2018-03-16）.
28. ↑  . Fuse. 2017-12-13  [2018-03-17]. （原始内容存档于2018-03-17）.
29. ↑  . The Daily Telegraph. 2017-03-03  [2018-03-17]. （原始内容存档于2018-03-18）.
30. 1 2 3 4 5 6 7 8 9  Shaffer, Claire. . Newsweek. 2017-06-24  [2018-03-16]. （原始内容存档于2017-09-06）.
31. 1 2 3 4  McCormick, Neil. . The Daily Telegraph. 2017-06-16  [2017-06-16]. （原始内容存档于2017-06-17）.
32. 1 2 3 4 5  Stubbs, Dan. . NME. 2017-06-16  [2017-06-16]. （原始内容存档于2017-06-16）.
33. ↑  Zoladz, Lindsay. . The Ringer. 2017-11-30  [2018-02-09]. （原始内容存档于2018-01-09）.
34. ↑  Kot, Greg. . The Chicago Tribune. 2017-06-16  [2018-03-17]. （原始内容存档于2018-03-17）.
35. ↑  Empire, Kitty. . The Guardian. 2017-06-18  [2017-09-12]. ISSN 0261-3077. （原始内容存档于2017-12-23）.
McDermott, Maeve. . USA Today. 2017-06-16  [2018-03-17]. （原始内容存档于2018-06-13）.
Weiss, Dan. . Consequence of Sound. 2017-06-19  [2018-03-17]. （原始内容存档于2018-01-05）.
36. ↑  Harrison, Duncan. . Crack.   [2018-01-15]. （原始内容存档于2018-03-17）.
37. ↑  Reily, Emily. . Paste. 2017-06-26  [2018-01-15]. （原始内容存档于2017-12-28）.
38. ↑  Season, Sowing. . Sputnikmusic. 2017-06-17  [2020-05-29].
39. ↑  Monroe, Jazz. . Pitchfork. 2017-04-12  [2017-04-12]. （原始内容存档于2017-04-12）.
40. ↑  Lockett, Dee. . Vulture. 2017-06-15  [2017-09-16]. （原始内容存档于2017-09-15）.
41. ↑  Ryan, Patrick. . USA Today.   [2017-06-19]. （原始内容存档于2017-06-19）.
42. ↑  Hooton, Christopher. . The Independent. 2017-06-16  [2017-09-16]. （原始内容存档于2017-09-17）.
43. 1 2 3  Mackay, Emily. . NME. 2017-06-16  [2017-06-19]. （原始内容存档于2017-06-17）.
44. ↑  Tensley, Brandon. . Pacific Standard. 2017-05-27  [2018-03-17]. （原始内容存档于2018-03-17）.
Gaudin, Madeleine. . The Michigan Daily. 2017-03-07  [2018-02-09]. （原始内容存档于2018-03-17）.
45. ↑  Kornhaber, Spencer. . The Atlantic.   [2017-03-03]. （原始内容存档于2017-03-03）.
46. ↑  Elizabeth, De. . Teen Vogue. 2017-03-02  [2017-03-04]. （原始内容存档于2017-03-03）.
47. ↑  Spanos, Brittany. . Rolling Stone. 2017-03-02  [2017-03-03]. （原始内容存档于2017-03-02）.
48. ↑  Reily, Emily. . Paste. 2017-06-26  [2017-06-26]. （原始内容存档于2017-12-28）.
49. 1 2 3 4 5 6  Oliver, Henry. . The Spinoff. 2017-06-19  [2017-12-26]. （原始内容存档于2017-12-23）.
50. ↑  Yoo, Noah. . Pitchfork. 2017-09-25  [2018-02-19]. （原始内容存档于2018-03-01）.
51. ↑  Feeney, Nolan. . Entertainment Weekly. 2017-12-28  [2018-02-10]. （原始内容存档于2018-02-02）.
52. ↑  O'Flynn, Brian. . i-D (Vice). 2019-06-18  [2020-06-11]. （原始内容存档于2020-06-11）.
53. ↑  Martinez, Jose. . Complex. 2017-06-19  [2017-12-23]. （原始内容存档于2017-10-20）.
54. ↑  Murray, Robin. . Clash. 2017-06-20  [2018-04-28]. （原始内容存档于2018-04-28）.
55. 1 2 3 4  Hermes, Will. . Rolling Stone. 2017-06-15  [2017-06-15]. （原始内容存档于2017-06-16）.
56. 1 2 3 4  Anderson, Stacey. . Pitchfork. 2017-06-16  [2017-06-16]. （原始内容存档于2017-06-16）.
57. ↑  Pareles, Jon. . The New York Times. 2017-06-16  [2018-06-04]. （原始内容存档于2017-12-27）.
58. ↑  Feeney, Nolan. . Entertainment Weekly. 2017-12-28  [2018-02-16]. （原始内容存档于2018-02-17）.
59. ↑  Whitley, Tori. . npr.org (National Public Radio). 2017-06-15  [2018-03-01]. （原始内容存档于2018-03-01）.
60. ↑  Maine, Samantha. . NME. 2017-04-15  [2018-03-24]. （原始内容存档于2018-03-24）.
61. ↑  Lockett, Dee. . Vulture. 2017-02-27  [2020-06-03]. （原始内容存档于2020-10-28）.
62. ↑  Bacle, Ariana. . Entertainment Weekly. 2017-02-27  [2018-02-10]. （原始内容存档于2018-02-09）.
Bruner, Raisa. . Time. 2017-02-28  [2018-02-10]. （原始内容存档于2017-11-29）.
63. ↑  Geslani, Michelle. . Consequence of Sound. 2017-02-27  [2018-02-10]. （原始内容存档于2018-02-09）.
64. ↑  . Otago Daily Times Online News. 2017-06-15  [2020-12-25]. （原始内容存档于2021-06-25）.
65. ↑  Henwood, Bridgett. . Vox. 2017-03-02  [2018-06-14]. （原始内容存档于2018-06-15）.
66. 1 2 3  . The Village Voice. 2018-01-22  [2018-02-10]. （原始内容存档于2018-02-08）.
67. ↑  . NME. 2017-11-27  [2017-12-04]. （原始内容存档于2017-12-06）.
68. ↑  . riaa.com. Recording Industry Association of America.   [2018-03-17]. （原始内容存档于2021-06-25）.
. auspOp. 2018-02-03  [2018-03-17]. （原始内容存档于2018-02-03）.
69. ↑  McIntyre, Hugh. . Forbes. 2017-06-01  [2020-05-29]. （原始内容存档于2019-01-06）.
70. ↑  Young, Alex. . Consequence of Sound. 2017-03-12  [2018-03-12]. （原始内容存档于2018-04-05）.
71. ↑  Pearce, Sheldon. . Pitchfork. 2017-03-09  [2017-03-09]. （原始内容存档于2017-03-09）.
Muir, Jamie. . Dork. 2017-03-09  [2017-03-09]. （原始内容存档于2017-03-12）.
72. ↑  Grant, Sarah. . Rolling Stone. 2017-06-01  [2020-05-29]. （原始内容存档于2020-03-11）.
73. ↑  Nied, Mike. . Idolator. 2017-06-16  [2020-06-02]. （原始内容存档于2017-09-12）.
74. ↑  Abad-Santos, Alex. . Vox.com. 2017-08-27  [2017-09-01]. （原始内容存档于2017-09-01）.
Leight, Elias; Murray, Nick; Shipley, Al. . Rolling Stone. 2017-08-28  [2018-01-04]. （原始内容存档于2017-09-14）.
75. ↑  . Billboard.   [2020-05-29]. （原始内容存档于2021-06-25）.
76. ↑  . iTunes.   [2018-01-04]. （原始内容存档于2018-01-05）.
77. ↑  Morgan Britton, Luke. . NME. 2017-06-08  [2018-03-17]. （原始内容存档于2017-12-02）.
78. ↑  Kreps, Daniel. . Rolling Stone. 2017-06-16  [2018-03-12]. （原始内容存档于2018-03-17）.
79. ↑  Caulfield, Keith. . Billboard. 2017-06-25  [2017-06-26]. （原始内容存档于2017-06-26）.
80. ↑  . Stuff.co.nz. 2017-07-04  [2017-07-11]. （原始内容存档于2017-07-07）.
81. 1 2  . Recording Industry Association of America.   [2018-05-10] （英语）.
82. ↑  . FYIMusicNews. 2017-06-25  [2017-06-26]. （原始内容存档于2017-06-29）.
83. 1 2  . Music Canada.   [2017-08-31] （英语）.
84. ↑  Adams, Cameron. . news.com.au. 2017-06-25  [2017-06-28]. （原始内容存档于2017-06-25）.
85. 1 2  "Charts.nz – Lorde – Melodrama". Hung Medien.  Retrieved 2017-06-23.
86. 1 2   (PDF). Australian Recording Industry Association.   [2019-08-16] （英语）.
87. 1 2  . Recorded Music NZ.   [2018-07-20] （英语）.
88. ↑  Jones, Alan. . Music Week. 2017-06-23  [2017-07-09]. （原始内容存档于2017-09-21）.
89. ↑  . British Phonographic Industry. 2018-08-24  [2021-12-16]. （原始内容存档于2021-12-16）.
90. ↑  . AnyDecentMusic?.   [2017-06-16]. （原始内容存档于2017-06-18）.
91. 1 2  . Metacritic.   [2017-07-15]. （原始内容存档于2017-07-15）.
92. ↑  Erlewine, Stephen Thomas. . AllMusic.   [2019-11-16]. （原始内容存档于2019-11-30）.
93. 1 2 3  Fredette, Meagan. . The A.V. Club. 2017-06-23  [2017-06-23]. （原始内容存档于2017-06-23）.
94. ↑  Feeney, Nolan. . Entertainment Weekly. 2017-06-16  [2017-06-16]. （原始内容存档于2017-06-16）.
95. ↑  Petridis, Alexis. . The Guardian. 2017-06-16  [2017-06-17]. （原始内容存档于2017-06-16）.
96. ↑  O'Connor, Roisin. . The Independent. 2017-06-15  [2017-06-15]. （原始内容存档于2017-06-16）.
97. ↑  Christgau, Robert. . Vice. 2017-07-08  [2017-07-08]. （原始内容存档于2017-08-13）.
98. 1 2  Cinquemani, Sal. . 偏鋒雜誌.   [2017-06-15]. （原始内容存档于2018-12-14）.
99. ↑  Dietz, Jason. . Metacritic. 2017-11-27  [2018-02-10]. （原始内容存档于2018-03-19）.
100. ↑  Dietz, Jason. . Metacritic.   [2020-05-24]. （原始内容存档于2019-11-15）.
101. ↑  Spanos, Brittany. . Rolling Stone. 2017-12-06  [2018-05-25]. （原始内容存档于2018-01-17）.
102. ↑  . Pitchfork. 2019-10-16  [2019-10-26]. （原始内容存档于2020-04-04）.
103. ↑  . Radio NZ. 2017-11-16  [2017-11-16]. （原始内容存档于2017-11-19）.
104. ↑  . Sydney Morning Herald. 2017-10-10  [2017-10-15]. （原始内容存档于2017-10-15）.
105. ↑  Daly, Rhian. . NME. 2018-02-14  [2018-02-14]. （原始内容存档于2018-05-09）.
106. ↑  . The Guardian. 2018-01-29  [2019-12-19]. （原始内容存档于2018-02-17）.
107. ↑  Aswad, Jem. . Variety. 2018-01-27  [2018-02-10]. （原始内容存档于2018-02-10）.
108. ↑  . The A.V. Club.   [2017-12-07]. （原始内容存档于2017-12-07）.
109. ↑  Savage, Mark. . BBC. 2017-12-22  [2018-03-25]. （原始内容存档于2018-02-07）.
110. ↑  . Billboard. 2017-12-12  [2017-12-12]. （原始内容存档于2017-12-13）.
111. 1 2  . The New York Times.   [2017-12-06]. （原始内容存档于2017-12-06）.
112. ↑  . Consequence of Sound.   [2017-11-27]. （原始内容存档于2017-12-01）.
113. ↑  Consequence of Sound staff. . Consequence of Sound. 2019-11-05  [2019-11-09]. （原始内容存档于2019-11-06）.
114. ↑  . Consequence of Sound. 2019-11-07  [2019-11-08]. （原始内容存档于2019-12-18）.
115. ↑  . Entertainment Weekly.   [2017-12-06]. （原始内容存档于2017-12-07）.
116. ↑  Greenblatt, Leah; Rodman, Sarah; Suskind, Alex. . Entertainment Weekly. 2020-08-28  [2020-10-24]. （原始内容存档于2020-09-08）.
117. ↑  Genius Staff. . Genius. 2017-12-19  [2018-05-06]. （原始内容存档于2018-03-10）.
118. ↑  Larocca, Couteney. . Insider. 2019-12-30  [2020-05-26].
119. ↑  . NME. 2017-11-23  [2017-11-23]. （原始内容存档于2017-11-30）.
120. ↑  NME Staff. . NME. 2019-11-29  [2019-11-29]. （原始内容存档于2019-12-11）.
121. ↑  . 2017-12-12  [2017-12-12]. （原始内容存档于2017-12-13）.
122. ↑  . Pitchfork. 2017-12-12  [2017-12-13]. （原始内容存档于2017-12-13）.
123. ↑  . Pitchfork. 2019-10-08  [2019-10-08]. （原始内容存档于2019-10-08）.
124. ↑  . Rolling Stone. 2017-11-27  [2017-11-27]. （原始内容存档于2017-11-27）.
125. ↑  Spanos, Brittany; Vozick-Levinson, Simon; Johnston, Maura; Levy, Joe; Hermes, Will; Sheffield, Rob. . Rolling Stone. 2017-12-12  [2017-12-12]. （原始内容存档于2017-12-12）.
126. ↑  . Rolling Stone. 2019-12-03  [2019-12-03]. （原始内容存档于2019-12-03）.
127. ↑  . Rolling Stone. 2020-09-22  [2020-09-22]. （原始内容存档于2020-09-22）.
128. ↑  . Slant Magazine. 2017-12-06  [2017-12-07]. （原始内容存档于2017-12-07）.
129. ↑  . Stereogum. 2019-11-04  [2020-10-25]. （原始内容存档于2019-11-06）.
130. ↑  . Time.   [2017-12-06]. （原始内容存档于2017-12-04）.
131. ↑  . CDJapan. Japan.   [2017-05-25]. （原始内容存档于2017-09-26）.
132. ↑  . Spotify. 2017-11-10  [2017-11-22]. （原始内容存档于2017-12-01）.
133. ↑  . Jaxsta.   [2021-06-02]. （原始内容存档于2021-06-02）.
134. ↑   (音像媒体说明). 蘿兒. 熔岩唱片／聯眾唱片. 2017.
135. ↑  "Lorde – Melodrama". Australiancharts.com. Hung Medien.
136. ↑  "Lorde - Melodrama" (in German). Austriancharts.at. Hung Medien.
137. ↑  "Lorde – Melodrama" (in Dutch). Ultratop.be. Hung Medien.
138. ↑  "Lorde – Melodrama" (in French). Ultratop.be. Hung Medien.
139. ↑  "Lorde Chart History (Canadian Albums)". Billboard.  Retrieved 2017-06-26.
140. ↑  "Top 50 Prodejní". Czech Albums. ČNS IFPI. Note: On the chart page, select 201725 on the field besides the word "Zobrazit", and then click over the word to retrieve the correct chart data.
141. ↑  "Danishcharts.dk – Lorde – Melodrama". Hung Medien.  Retrieved 2017-06-28.
142. ↑  "Lorde – Melodrama" (in Dutch). Dutchcharts.nl. Hung Medien.
143. ↑  "Lorde: Melodrama" (in Finnish). Musiikkituottajat.  Retrieved 2017-06-25.
144. ↑  . Syndicat National de l'Édition Phonographique.
145. ↑  "Offiziellecharts.de – Lorde – Melodrama" (in German). GfK Entertainment Charts.
146. ↑  "Archívum – Slágerlisták – MAHASZ – Magyar Hangfelvétel-kiadók Szövetsége". Mahasz.hu. LightMedia.
147. ↑  "Irish-charts.com – Discography Lorde". Hung Medien.  Retrieved 2017-06-24.
148. ↑  "Lorde – Melodrama". Italiancharts.com. Hung Medien.
149. ↑  . Musica e dischi.   [2022-06-03]. （原始内容存档于2016-12-01）. Set "Tipo" on "Album". Then, in the "Artista" field, search "Lorde".
150. ↑  . Oricon.   [2017-06-26]. （原始内容存档于2017-08-23）.
151. ↑  "Lorde – Melodrama". Norwegiancharts.com. Hung Medien.
152. ↑  "Oficjalna lista sprzedaży :: OLIS - Official Retail Sales Chart". OLiS. Polish Society of the Phonographic Industry.
153. ↑  "Lorde – Melodrama". Portuguesecharts.com. Hung Medien.
154. ↑  "Official Scottish Albums Chart Top 100". Official Charts Company.  Retrieved 2017-06-24.
155. ↑  "South Korea GAON International Albums Chart". On the page, select "{{{year}}}" and then "2017.06.11~2017.06.17" to obtain the corresponding chart. Korean Charts. Gaon.
156. ↑  "Lorde – Melodrama". Spanishcharts.com. Hung Medien.
157. ↑  "Lorde – Melodrama". Swedishcharts.com. Hung Medien.
158. ↑  "Lorde – Melodrama". Swisscharts.com. Hung Medien.
159. ↑  "Official Albums Chart Top 100". Official Charts Company.  Retrieved 2017-06-24.
160. ↑  "Lorde Chart History (Billboard 200)". Billboard.  Retrieved 2017-06-27.
161. ↑  "Lorde Album & Song Chart History" Billboard Top Alternative Albums for Lorde. Prometheus Global Media.
162. ↑  . Australian Recording Industry Association.   [2018-01-05]. （原始内容存档于2018-01-06）.
163. ↑  . Ultratop.   [2017-12-21]. （原始内容存档于2018-08-07）.
164. ↑  . Recorded Music NZ.   [2017-12-22]. （原始内容存档于2020-04-29）.
165. ↑  . Billboard.   [2017-12-12]. （原始内容存档于2017-12-24）.
166. ↑  . Billboard.   [2021-06-25]. （原始内容存档于2020-08-20）.
167. ↑  . Australian Recording Industry Association.   [2019-01-10]. （原始内容存档于2019-01-02）.
168. ↑  . Recorded Music NZ.   [2018-12-14]. （原始内容存档于2018-12-14）.
169. ↑  . Billboard.   [2021-06-25]. （原始内容存档于2020-10-01）.
170. ↑  . Saoju.   [2021-03-04]. （原始内容存档于2021-03-08）.
171. ↑  . IFPI Danmark.   [2021-01-26] （丹麦语）.
172. ↑  . British Phonographic Industry.   [2021-12-15] （英语）.
173. ↑  Griffiths, George. . Official Charts. 2021-08-23  [2021-12-16]. （原始内容存档于2022-06-27）.
174. ↑  Lipshutz, Jason. . Billboard. 2021-06-21  [2021-06-21]. （原始内容存档于2021-06-21）.
175. ↑  . iTunes Store. 2017-06-16  [2018-04-28]. （原始内容存档于2018-05-07）.
176. ↑  . Amazon.com.   [2018-04-28]. （原始内容存档于2018-06-24）.
177. ↑  . Amazon.com.   [2018-04-28]. （原始内容存档于2018-06-24）.

1. ↑  《狂想曲》截至2021年8月的英國銷量[173]
2. ↑  《狂想曲》截至2021年6月的美國銷量[174]

## 外部連結
- 官方网站
- 在Discogs上的《狂想曲》（发行列表）